# Elixiaceae
Elixiaceae is een botanische naam voor een familie van korstmossen behorend tot de orde Umbilicariales. 

## Geslachten
De familie bestaat uit de volgende twee geslachten:
- Elixia
- Meridianelia